# Praia de Durrës
41° 18′ 21″ N, 19° 29′ 12″ L

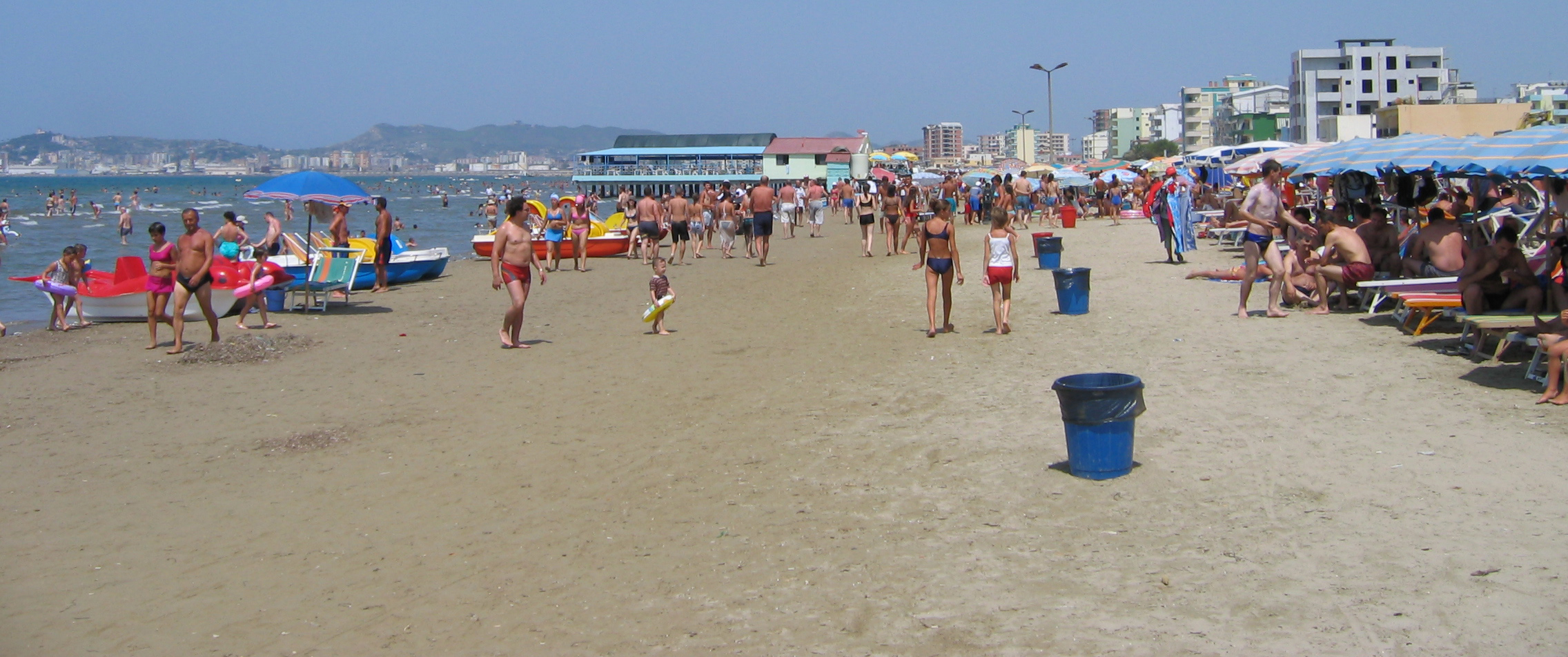
Praia de Durrës

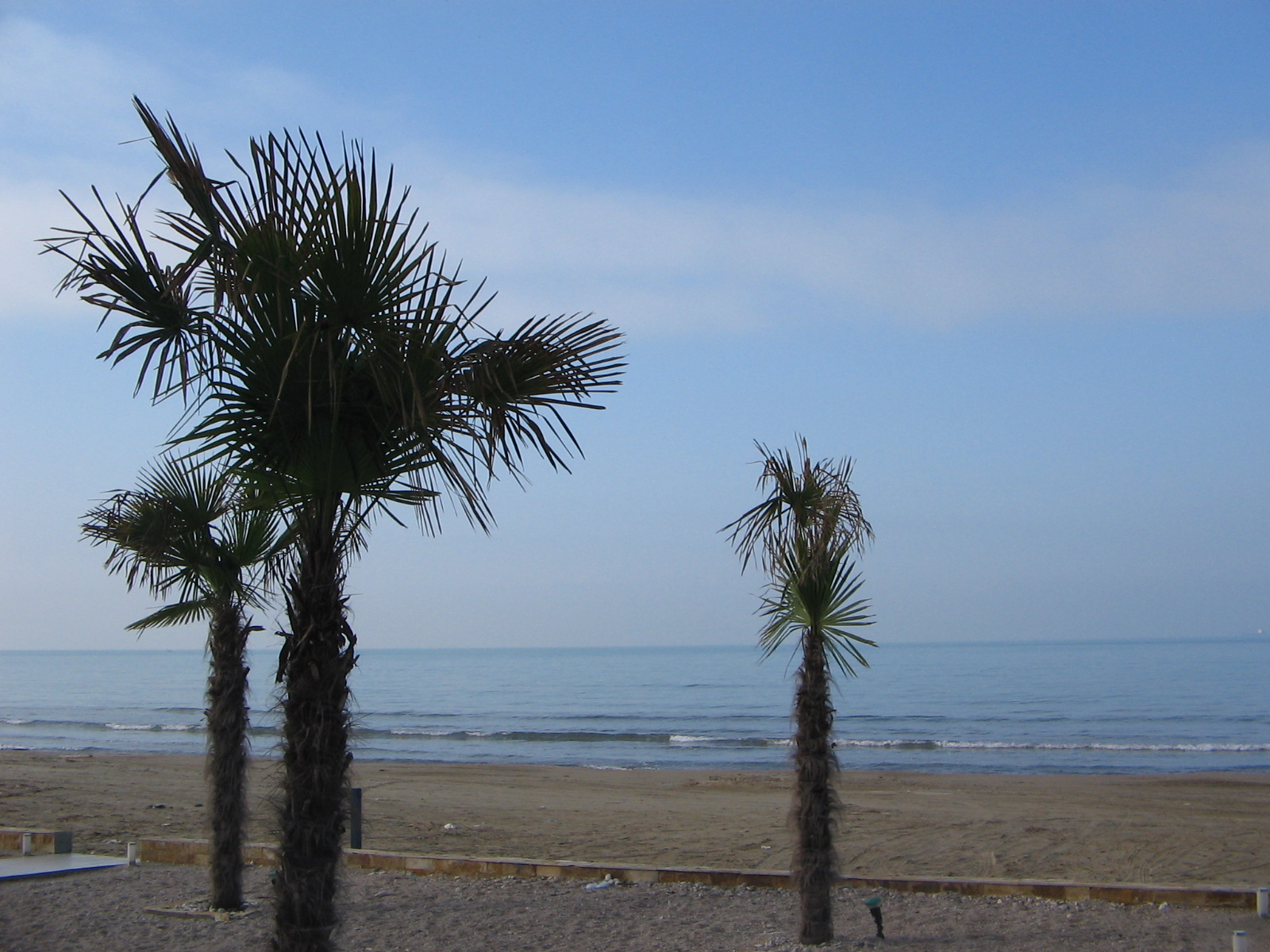
Olhando para o mar

A Praia de Durrës (em albanês:  Plazhi i Durrësit) é a maior e mais visitada praia da Albânia. Alinha-se à beira-mar da cidade de Durrës e tem cerca de 10.5 km (6.5 mi) de comprimento. Vários hotéis notáveis têm vista para a praia, como o Adriatik Hotel.

Este destino é popular entre pessoas da Albânia (principalmente da Albânia Central e do Norte), Kosovo e Macedônia do Norte. É também um destino popular de verão e fim de semana para o povo de Tirana e Durrës. O número estimado de turistas, a maioria dos quais frequentam a praia durante o período de verão, é de cerca de 600.000 por ano.